# Берг, Николай Васильевич
Никола́й Васи́льевич Берг (24 марта [5 апреля] 1823, Москва — 16 [28] июня 1884, Варшава) — русский поэт, переводчик, журналист, первый в России военный корреспондент, рисовальщик, историк.

## Биография
Родился в Москве 24 марта (5 апреля) 1823 года. Происходил из обедневшего лифляндского дворянского рода фон Бергов. Дед — Вальтер (в крещении Владимир) Берг служил в артиллерии, участвовал в кампаниях под началом А. В. Суворова, в чине штык-юнкера был смертельно ранен при осаде турецкой крепости Силистрия в 1779 году. Отец – коллежский советник Василий Владимирович Берг (1777 — после 1840). Мать — Анна Ефремовна.
Учился в Тамбовской гимназии, затем — в Москве, где окончил в 1844 году 1-ю Московскую гимназию. Учился в Московском университете, но в 1846 году оставил его и занял должность преподавателя русского языка в Московском училище живописи, ваяния и зодчества, где оставался до 1849 года, когда перешёл в Московскую контору Государственного банка, где служил до начала Крымской войны — сначала секретарём, а потом помощником бухгалтера. Сотрудничал в журнале «Москвитянин». Сблизился с его «молодой редакцией» (А. А. Григорьев, А. Н. Островский).
В 1853 году в качестве корреспондента отправился на театр войны на Дунай. Позднее переехал в Севастополь и до окончания осады его состоял при штабе главнокомандующего в должности переводчика. Участвовал в сражении при Чёрной речке. Литературным плодом его участия в Крымской войне явились изданные им «Записки об осаде Севастополя» (в 2-х т. — Москва, 1858) и «Севастопольский альбом» с 37 рисунками, в т. ч. собственными. По окончании войны поехал на Кавказ, где присутствовал при пленении Шамиля 25 августа 1859 года.
Был корреспондентом журнала «Русский вестник» в Италии, освещая походы Джузеппе Гарибальди. В 1860—1862 годах странствовал по Сирии, Палестине и Египту. Во время польского восстания 1863 года отправился в Варшаву в качестве корреспондента «Санкт-Петербургских ведомостей».
С 1863 года жил в Варшаве. С 1868 года преподавал русский язык и литературу в Варшавской главной школе и заменившем её Варшавском университете. Был редактором газеты «Варшавский дневник» (1874—1877).
«Записки о польских заговорах и восстаниях», отдельными очерками публиковавшиеся в «Русском архиве» (1870—1873) и «Русской старине» (1879) с дополнениями и без цензурных купюр были изданы в Познани (4 т., 1884—1885) и запрещены в России.
Переводил стихотворения и эпическую поэму «Пан Тадеуш» Адама Мицкевича, произведения болгарских, сербских, словацких, украинских (Тарас Шевченко и другие), словенских, чешских поэтов. В сборнике «Песни разных народов» (Москва, 1854) опубликовал народные песни 26 народов в оригинале и переводе на русский язык, в том числе 12 литовских песен из сборника Людвикаса Резы «Dainos» (1843). Перевёл мистификации Вацлава Ганки (считая их подлинными) — Краледворскую и Зеленогорскую рукописи.
В 1921 году его переводы литовских песен вышли отдельным изданием в Вильне.
Уже в зрелом возрасте Берг женился в Варшаве на дочери инженера, балерине Розе Карловне Калиновской; у них родились два сына — Николай (1879—1901) и Василий (1882—1952).
Скончался в Варшаве 16 (28) июня 1884 года.